# Lista craterelor de pe Mercur
Aceasta este o listă a craterelor de pe planeta Mercur.
Numărul craterelor recenzate pe planeta Mercur, până în prezent, se ridică la 414. Fiecare crater poartă numele unui scriitor sau artist celebru.

## A
| Nume             | Eponim               | Coordonate | Coordonate | Diametrul impactului (km) |
| ---------------- | -------------------- | ---------- | ---------- | ------------------------- |
| Abedin           | Zainul Abedin        | 62° 13′ N  | 11° 06′ W  | 116,23                    |
| Abu Nuwas        | Aboû Nouwâs          | 17° 24' N  | 20° 24' W  | 117                       |
| Africanus Horton | Africanus Horton     | 51° 30' S  | 42° 12' W  | 140                       |
| Ahmad Baba       | Ahmad Baba           | 58° 30' N  | 126° 48' W | 126                       |
| Ailey            | Alvin Ailey          | 45° 58' N  | 177° 92' E | 23                        |
| Aksakov          | Serghei Aksakov      | 34° 71' N  | 78° 74' W  | 174                       |
| Akutagawa        | Ryūnosuke Akutagawa  | 48° 25' N  | 141° 09' W | 106                       |
| Al-Akhtal        | Al-Akhtal            | 59° 12' N  | 97° 00' W  | 94,29                     |
| Al-Hamadhani     | Al-Hamadhani         | 38° 48' N  | 89° 42' W  | 164                       |
| Al-Jahiz         | Al-Jahiz             | 1° 12' N   | 21° 30' W  | 83                        |
| Alencar          | José de Alencar      | 63° 30' S  | 103° 30' W | 106                       |
| Alver            | Betti Alver          | 66° 97' S  | 77° 25' E  | 151,49                    |
| Amaral           | Tarsila do Amaral    | 26° 24' S  | 242° 18' W | 105                       |
| Amru Al-Qays     | Imrou'l Qays         | 12° 18' N  | 175° 36' W | 47                        |
| Andal            | Andal                | 47° 42' S  | 37° 42' W  | 109                       |
| Aneirin          | Aneirin              | 27° 47' S  | 02° 68' W  | 467                       |
| Angelou          | Maya Angelou         | 80° 32' N  | 66° 71' W  | 18                        |
| Anguissola       | Sofonisba Anguissola | 80° 69' N  | 217° 35' W | 35,41                     |
| Anyte            | Anytè                | 79° 5' N   | 210° 67' W | 20,92                     |
| Apollodorus      | Apollodor din Damasc | 30° 36' N  | 197° 00' W | 41,5                      |
| Aristoxenus      | Aristoxene           | 82° 00' N  | 11° 24' W  | 52,14                     |
| Aśvaghosa        | Ashvagosha           | 10° 24' N  | 21° 00' W  | 88                        |
| Atget            | Eugène Atget         | 25° 36' N  | 193° 54' W | 100                       |

## B
| Nume         | Eponim                   | Coordonate | Coordonate | Diametrul impactului (km) |
| ------------ | ------------------------ | ---------- | ---------- | ------------------------- |
| Bach         | Johann Sebastian Bach    | 68° 30' S  | 103° 24' W | 214,29                    |
| Bagryana     | Elisaveta Bagriana       | 3° 89' S   | 283° 73' W | 101                       |
| Balagtas     | Francisco Balagtas       | 22° 36' S  | 13° 42' W  | 104                       |
| Balanchine   | George Balanchine        | 38° 47' N  | 175° 52' E | 38                        |
| Balzac       | Honoré de Balzac         | 10° 18' N  | 144° 6' W  | 67                        |
| Baranauskas  | Antanas Baranauskas      | 50° 71' N  | 39° 67' W  | 36                        |
| Barma        | Postnik Yakovlev         | 41° 18' S  | 162° 48' W | 123                       |
| Barney       | Natalie Clifford Barney  | 11° 69' S  | 59° 71' E  | 29                        |
| Bartók       | Béla Bartók              | 29° 36' S  | 134° 36' W | 118                       |
| Bashō        | Matsuo Bashō             | 32° 42' S  | 169° 42' W | 75                        |
| Bechet       | Sidney Bechet            | 83° 8' N   | 93° 66' W  | 17,6                      |
| Beckett      | Clarice Beckett          | 40° 6' S   | 248° 48' W | 60                        |
| Beethoven    | Ludwig van Beethoven     | 20° 48' S  | 123° 36' W | 630                       |
| Bek          | Bak                      | 21° 18' N  | 50° 92' W  | 32                        |
| Belinskij    | Vissarion Belinski       | 76° 00' S  | 103° 24' W | 70,67                     |
| Bellini      | Giovanni Bellini         | 33° 77' S  | 272° 83' W | 45                        |
| Bello        | Andrés Bello             | 18° 54' S  | 120° 00' W | 139                       |
| Benoit       | Rigaud Benoit            | 7° 48' N   | 104° 35' E | 40                        |
| Berkel       | Sabri Berkel             | 13° 73' S  | 26° 81' E  | 23                        |
| Berlioz      | Hector Berlioz           | 79° 33' N  | 38° 83' E  | 31,44                     |
| Bernini      | Gianlorenzo Bernini      | 80° 32' S  | 140° 97' W | 168,13                    |
| Berry        | Chuck Berry              | 70° 57' N  | 247° 27' W | 25                        |
| Bjornson     | Bjørnstjerne Bjørnson    | 73° 11' N  | 113° 99' W | 75,93                     |
| Boccaccio    | Giovanni Boccaccio       | 80° 42' S  | 29° 48' W  | 151,95                    |
| Boethius     | Boèce                    | 0° 54' S   | 73° 18' W  | 114                       |
| Botticelli   | Sandro Botticelli        | 63° 42' N  | 109° 36' W | 136,35                    |
| Boznańska    | Olga Boznańska           | 59° 64' N  | 40° 75' W  | 72                        |
| Brahms       | Johannes Brahms          | 58° 30' N  | 176° 12' W | 100                       |
| Bramante     | Donato Bramante          | 47° 30' S  | 61° 48' W  | 156                       |
| Brontë       | Familia Brontë           | 38° 42' N  | 125° 54' W | 68                        |
| Brooks       | Gwendolyn Brooks         | 45° 22' S  | 168° 02' W | 34                        |
| Bruegel      | Pieter Brueghel l'Ancien | 49° 48' N  | 107° 30' W | 72                        |
| Brunelleschi | Filippo Brunelleschi     | 9° 6' S    | 22° 12' W  | 128,57                    |
| Bunin        | Ivan Bounine             | 84° 47' N  | 141° 76' W | 37                        |
| Burke        | Billie Burke             | 85° 91' N  | 171° 56' W | 28.5                      |
| Burns        | Robert Burns             | 54° 24' N  | 115° 42' W | 43                        |
| Byron        | George Gordon Byron      | 8° 30' S   | 32° 42' W  | 106,58                    |

## C
| Nume                     | Eponim                  | Coordonate | Coordonate | Diametrul impactului (km) |
| ------------------------ | ----------------------- | ---------- | ---------- | ------------------------- |
| Calder                   | Alexander Calder        | 3° 51' N   | 12° 75' E  | 24                        |
| Callicrates              | Callicrates             | 66° 18' S  | 32° 36' W  | 68                        |
| Calvino                  | Italo Calvino           | 3° 99' S   | 56° 03' W  | 67                        |
| Camões                   | Luís de Camões          | 70° 36' S  | 69° 36' W  | 70                        |
| Canova                   | Antonio Canova          | 25° 60' N  | 3° 71' W   | 46                        |
| Capote                   | Truman Capote           | 21° 10' S  | 72° 41' E  | 88                        |
| Caravaggio               | Le Caravage             | 3° 18' N   | 87° 24' E  | 185                       |
| Carducci                 | Giosuè Carducci         | 36° 36' S  | 89° 54' W  | 108,19                    |
| Carleton                 | William Carleton        | 52° 20' S  | 306° 60' W | 177                       |
| Carolan                  | Turlough O'Carolan      | 83° 88' N  | 31° 77' E  | 24,34                     |
| Caruso                   | Enrico Caruso           | 2° 33' S   | 76° 36' W  | 31                        |
| Castiglione              | Giuseppe Castiglione    | 40° 87' S  | 87° 96' E  | 80                        |
| Catullus                 | Catullus                | 21° 90' N  | 67° 55' W  | 100,2                     |
| Cervantes                | Miguel de Cervantes     | 74° 36' S  | 122° 00' W | 213,16                    |
| Cézanne                  | Paul Cézanne            | 8° 30' S   | 123° 24' W | 67                        |
| Chaikovskij / Ceaikovski | Piotr Ilici Ceaikovski  | 7° 24' N   | 50° 24' W  | 171                       |
| Chao Meng-Fu             | Zhao Mengfu             | 87° 18' S  | 134° 12' W | 140,73                    |
| Chekhov /Cehov           | Anton Cehov             | 36° 12' S  | 61° 30' W  | 194                       |
| Chesterton               | G. K. Chesterton        | 88° 51' N  | 126° 90' W | 37,23                     |
| Chiang K'ui              | Jiang Kui               | 13° 48' N  | 102° 42' W | 41                        |
| Chŏng Ch'ŏl              | Jeong Cheol             | 46° 24' N  | 116° 12' W | 143                       |
| Chopin                   | Frédéric Chopin         | 65° 6' S   | 123° 6' W  | 131                       |
| Chu Ta                   | Zhu Da                  | 2° 12' N   | 105° 6' W  | 100                       |
| Coleridge                | Samuel Taylor Coleridge | 55° 54' S  | 66° 42' W  | 112                       |
| Copland                  | Aaron Copland           | 37° 63' N  | 72° 99' E  | 208                       |
| Copley                   | John Singleton Copley   | 38° 24' S  | 85° 12' W  | 34                        |
| Couperin                 | François Couperin       | 29° 48' N  | 151° 24' W | 80                        |
| Cunningham               | Imogen Cunningham       | 30° 30' N  | 203° 12' W | 37                        |

## D
| Nume                     | Eponim                 | Coordonate | Coordonate | Diametrul impactului (km) |
| ------------------------ | ---------------------- | ---------- | ---------- | ------------------------- |
| Dali                     | Salvador Dalí          | 45° 18' N  | 240° 36' W | 176                       |
| Damer                    | Anne Seymour Damer     | 36° 36' N  | 115° 81' W | 60                        |
| Darío                    | Rubén Darío            | 26° 30' S  | 10° 00' W  | 151                       |
| David                    | Jacques-Louis David    | 17° 66' S  | 67° 87' E  | 23                        |
| Debussy                  | Claude Debussy         | 33° 95' S  | 12° 54' E  | 81                        |
| Degas                    | Edgar Degas            | 37° 24' N  | 126° 24' W | 54                        |
| de Graft                 | Joe de Graft           | 22° 05' N  | 1° 89' E   | 68                        |
| Delacroix                | Eugène Delacroix       | 44° 42' S  | 129° 00' W | 158                       |
| Derain                   | André Derain           | 9° 0' S    | 19° 70' E  | 167                       |
| Derzhavin                | Gavrila Derjavin       | 44° 54' N  | 35° 18' W  | 156                       |
| Despréz                  | Josquin des Prés       | 80° 48' N  | 90° 42' W  | 47,05                     |
| Dickens                  | Charles Dickens        | 72° 54' S  | 153° 18' W | 77,31                     |
| Disney                   | Walt Disney            | 68° 15' S  | 99° 80' E  | 113                       |
| Dominici                 | Maria de Dominici      | 1° 29' N   | 36° 49' W  | 20                        |
| Donelaitis               | Kristijonas Donelaitis | 52° 92' S  | 38° 42' E  | 85                        |
| Donne                    | John Donne             | 2° 48' N   | 13° 48' W  | 86                        |
| Dostoevskij /Dostoievski | Fiodor Dostoievski     | 45° 6' S   | 176° 24' W | 430,06                    |
| Dowland                  | John Dowland           | 53° 30' S  | 179° 30' W | 158                       |
| Driscoll                 | Clara Driscoll         | 30° 58' N  | 33° 58' W  | 30                        |
| Duccio                   | Duccio di Buoninsegna  | 58° 23' N  | 52° 42' W  | 132                       |
| Du Fu                    | Du Fu                  | 25° N      | 93° 66' W  | 33                        |
| Dürer                    | Albrecht Dürer         | 21° 54' N  | 119° 00' W | 195                       |
| Dvorák                   | Antonín Dvořák         | 9° 36' S   | 11° 54' W  | 75                        |

## E
| Nume       | Eponim          | Coordonate | Coordonate | Diametrul impactului (km) |
| ---------- | --------------- | ---------- | ---------- | ------------------------- |
| Eastman    | Charles Eastman | 9° 52' N   | 125° 76' E | 67                        |
| Echegaray  | José Echegaray  | 42° 42' N  | 19° 12' W  | 63                        |
| Egonu      | Uzo Egonu       | 67° 15' N  | 61° 48' E  | 25                        |
| Eitoku     | Kano Eitoku     | 22° 6' S   | 156° 54' W | 100                       |
| Ellington  | Duke Ellington  | 12° 88' S  | 26° 10' E  | 216                       |
| Eminescu   | Mihail Eminescu | 10° 48' N  | 245° 54' W | 129                       |
| Enheduanna | Enheduanna      | 48° 34' N  | 33° 59' W  | 105                       |
| Ensor      | James Ensor     | 82° 32' N  | 17° 53' W  | 24,81                     |
| Enwonwu    | Ben Enwonwu     | 10° 01' S  | 121° 96' E | 38                        |
| Equiano    | Olaudah Equiano | 40° 12' S  | 30° 42' W  | 102                       |
| Erté       | Erté            | 27° 44' N  | 117° 33' W | 48,5                      |

## F
| Nume      | Eponim                     | Coordonate | Coordonate | Diametrul impactului (km) |
| --------- | -------------------------- | ---------- | ---------- | ------------------------- |
| Faulkner  | William Faulkner           | 8° 08' N   | 76° 97' E  | 168                       |
| Fet       | Afanasii Afanasievici Fet  | 4° 54' S   | 179° 54' W | 79                        |
| Firdousi  | Ferdowsi / Firdusi         | 3° 47' N   | 65° 32' E  | 98                        |
| Flaiano   | Ennio Flaiano              | 21° 29' S  | 76° 73' W  | 43                        |
| Flaubert  | Gustave Flaubert           | 13° 42' S  | 72° 12' W  | 95                        |
| Fonteyn   | Margot Fonteyn             | 32° 82' N  | 95° 51' E  | 29                        |
| Fuller    | Richard Buckminster Fuller | 82° 63' N  | 42° 65' W  | 26,97                     |
| Futabatei | Shimei Futabatei           | 16° 12' S  | 83° 00' W  | 57                        |

## G
| Nume           | Eponim                     | Coordonate | Coordonate | Diametrul impactului (km) |
| -------------- | -------------------------- | ---------- | ---------- | ------------------------- |
| Gainsborough   | Thomas Gainsborough        | 35° 73' S  | 175° 48' E | 95                        |
| Gaudí          | Antoni Gaudí               | 76° 90' N  | 69° 16' E  | 81                        |
| Gauguin        | Paul Gauguin               | 66° 36' N  | 100° 01' W | 70                        |
| Geddes         | Wilhelmina Geddes          | 27° 17' N  | 29° 72' W  | 84                        |
| Ghiberti       | Lorenzo Ghiberti           | 48° 55' S  | 80° 15' W  | 110                       |
| Giambologna    | Jean Bologne               | 42° 58' S  | 124° 11' W | 69                        |
| Gibran         | Gibran Khalil Gibran       | 35° 73' N  | 111° 44' W | 106                       |
| Giotto         | Giotto di Bondone          | 12° 46' N  | 56° 48' W  | 144                       |
| Glinka         | Mihail Glinka              | 14° 83' N  | 112° 55' W | 89                        |
| Gluck          | Christoph Willibald Gluck  | 37° 95' N  | 18° 78' W  | 100                       |
| Goethe         | Johann Wolfgang von Goethe | 81° 10' N  | 51° 03' W  | 317,17                    |
| Gogol          | Nikolai Gogol              | 28° 26' S  | 147° 46' W | 79                        |
| Gordimer       | Nadine Gordimer            | 87° 73' N  | 170° 90' W | 58                        |
| Goya           | Francisco Goya             | 6° 79' S   | 152° 29' W | 138                       |
| Grainger       | Percy Grainger             | 44° 09' S  | 104° 81' E | 113                       |
| Grieg          | Edvard Grieg               | 52° 49' N  | 15° 36' W  | 59                        |
| Grotell        | Maija Grotell              | 71° 09' N  | 31° 63' W  | 48,25                     |
| Guido d'Arezzo | Guido d'Arezzo             | 38° 41' S  | 18° 53' W  | 58                        |

## H
| Nume             | Eponim                  | Coordonate | Coordonate | Diametrul impactului (km) |
| ---------------- | ----------------------- | ---------- | ---------- | ------------------------- |
| Hafiz            | Hafez                   | 19° 50' N  | 79° 56' E  | 280                       |
| Hals             | Frans Hals              | 54° 96' S  | 114° 99' W | 93                        |
| Handel           | Georg Friedrich Haendel | 3° 53' N   | 34° 38' W  | 138                       |
| Han Kan          | Han Gan                 | 72° 13' S  | 146° 40' W | 50                        |
| Harunobu         | Suzuki Harunobu         | 14° 88' N  | 140° 93' W | 107                       |
| Hauptmann        | Gerhart Hauptmann       | 23° 70' S  | 179° 59' E | 118                       |
| Hawthorne        | Nathaniel Hawthorne     | 51° 31' S  | 115° 34' W | 120                       |
| Haydn            | Franz Joseph Haydn      | 27° 22' S  | 71° 64' W  | 251                       |
| Heaney           | Seamus Heaney           | 33° 77' S  | 237° 71' W | 125                       |
| Heine            | Heinrich Heine          | 32° 46' N  | 124° 88' W | 73                        |
| Hemingway        | Ernest Hemingway        | 17° 38' N  | 3° 13' W   | 126                       |
| Henri            | Robert Henri            | 79° 68' N  | 152° 98' E | 163,8                     |
| Hesiod           | Hesiod                  | 58° 27' S  | 34° 25' W  | 101                       |
| Hiroshige        | Hiroshige               | 13° 34' S  | 26° 96' W  | 138                       |
| Hitomaro         | Kakinomoto no Hitomaro  | 16° 07' S  | 15° 65' W  | 105                       |
| Hodgkins         | Frances Hodgkins        | 29° 12' N  | 17° 97' E  | 19                        |
| Hokusai          | Katsushika Hokusai      | 57° 84' N  | 16° 65' E  | 114                       |
| Holbein          | Hans Holbein cel Tânăr  | 36° 16' N  | 29° 84' W  | 115                       |
| Holberg          | Ludvig Holberg          | 67° 37' S  | 59° 57' W  | 64                        |
| Holst            | Gustav Holst            | 17° 42' S  | 44° 96' E  | 170                       |
| Homer            | Homer                   | 1° 30' S   | 36° 62' W  | 319                       |
| Hopper           | Edward Hopper           | 12° 44' S  | 55° 96' W  | 36                        |
| Horace / Horațiu | Horatius                | 69° 34' S  | 50° 02' W  | 56                        |
| Hovnatanian      | Hakob Hovnatanian       | 7° 68' S   | 172° 71' E | 34                        |
| Hugo             | Victor Hugo             | 39° 61' N  | 48° 49' W  | 206                       |
| Hun Kal          | «20» (în limba mayașă)  | 0° 47' S   | 19° 93' W  | 1,13                      |
| Hurley           | Frank Hurley            | 87° 36' S  | 6° 99' W   | 67                        |

## I
| Nume      | Eponim          | Coordonate | Coordonate | Diametrul impactului (km) |
| --------- | --------------- | ---------- | ---------- | ------------------------- |
| Ibsen     | Henrik Ibsen    | 24° 35' S  | 35° 89' W  | 159                       |
| Ictinus   | Ictinos         | 79° 56' S  | 174° 24' W | 58                        |
| Imhotep   | Imhotep         | 17° 97' S  | 37° 48' W  | 159                       |
| Ives      | Charles Ives    | 32° 87' S  | 111° 99' W | 18                        |
| Izquierdo | María Izquierdo | 1° 66' S   | 107° 04 E  | 174                       |

## J
| Nom           | Éponyme              | Coordonnées | Coordonnées | Diamètre de l'impact (km) |
| ------------- | -------------------- | ----------- | ----------- | ------------------------- |
| Janáček       | Leoš Janáček         | 55° 72' N   | 154° 85' W  | 47                        |
| Jiménez       | Juan Ramón Jiménez   | 81° 83' N   | 152° 31' W  | 27                        |
| Jobim         | Antônio Carlos Jobim | 32° 45' N   | 66° 88' W   | 167                       |
| Jókai         | Mór Jókai            | 71° 93' N   | 138° 45' W  | 93                        |
| Joplin        | Scott Joplin         | 38° 56' S   | 25° 51' E   | 139                       |
| Josetsu       | Josetsu              | 83° 58' N   | 134° 93' W  | 30                        |
| Judah Ha-Levi | Juda Halevi          | 10° 79' N   | 108° 01' W  | 85                        |

## K
| Nume            | Eponim            | Coordonate | Coordonate | Diametul impactului (km) |
| --------------- | ----------------- | ---------- | ---------- | ------------------------ |
| Kālidāsā        | Kâlidâsa          | 18° 21' S  | 179° 82' W | 160                      |
| Kandinsky       | Vassily Kandinsky | 87° 89' N  | 78° 78' E  | 60                       |
| Karsh           | Yousuf Karsh      | 35° 49' S  | 78° 85' E  | 58                       |
| Keats           | John Keats        | 70° 31' S  | 156° 65' W | 107,85                   |
| Kenkō           | Yoshida Kenkō     | 21° 35' S  | 16° 16' W  | 105                      |
| Kerouac         | Jack Kerouac      | 25° 21' N  | 129° 10' E | 110                      |
| Kertész         | André Kertész     | 27° 37' N  | 146° 08' W | 32                       |
| Khansa          | Al Khansa         | 58° 95' S  | 51° 94' W  | 113                      |
| Kipling         | Rudyard Kipling   | 19° 37' S  | 72° 02' E  | 164                      |
| Kirby           | Jack Kirby        | 82° 96' N  | 151° 32' W | 31                       |
| Kobro           | Katarzyna Kobro   | 82° 16' S  | 81° 22' E  | 54                       |
| Kofi            | Vincent Kofi      | 56° 75' N  | 117° 87' E | 136                      |
| Komeda          | Krzysztof Komeda  | 82° 74' S  | 90° 47' E  | 54                       |
| Kōshō           | Kōshō             | 59° 93' N  | 139° 87' W | 64                       |
| Kuan Han-ch'ing | Guan Hanqing      | 29° 44' N  | 53° 67' W  | 143                      |
| Kuiper          | Gerard Kuiper     | 11° 34' S  | 31° 32' W  | 62                       |
| Kulthum         | Oum Kalthoum      | 50° 72' N  | 93° 53' E  | 31                       |
| Kunisada        | Utagawa Kunisada  | 1° 37' N   | 113° 02' W | 241                      |
| Kuniyoshi       | Utagawa Kuniyoshi | 57° 87' S  | 37° 49' W  | 27                       |
| Kurosawa        | Kinko Kurosawa    | 52° 44' S  | 21° 49' W  | 152                      |
| Kyōsai          | Kawanabe Kyōsai   | 25° 15' N  | 4° 86' E   | 39                       |

## L
| Nume                | Eponim                   | Coordonate | Coordonate | Diametrul impactului (km) |
| ------------------- | ------------------------ | ---------- | ---------- | ------------------------- |
| Lange               | Dorothea Lange           | 6° 28' N   | 100° 47' E | 176                       |
| Larrocha            | Alicia de Larrocha       | 43° 29' N  | 69° 83' W  | 196                       |
| Laxness             | Halldór Laxness          | 83° 27' N  | 50° 04' W  | 25,89                     |
| L'Engle             | Madeleine L'Engle        | 86° 63' S  | 69° 62' E  | 62                        |
| Lennon              | John Lennon              | 36° 41' S  | 41° 18' E  | 95                        |
| Leopardi            | Giacomo Leopardi         | 72° 76' S  | 175° 16' E | 71,45                     |
| Lermontov           | Mihail Lermontov         | 15° 24' N  | 48° 94' W  | 166                       |
| Lessing             | Gotthold Ephraim Lessing | 28° 50' S  | 90° 34' W  | 95                        |
| Liang K'ai          | Liang Kai                | 39° 89' S  | 175° 84' E | 145                       |
| Li Ch'ing-Chao      | Li Qingzhao              | 77° 96' S  | 71° 17' W  | 69                        |
| Li Po               | Li Po                    | 17° 10' N  | 35° 69' W  | 126                       |
| Lismer              | Arthur Lismer            | 81° 51' N  | 166° 37' E | 132,12                    |
| Liszt               | Franz Liszt              | 16° 13' S  | 168° 34' W | 79                        |
| Lovecraft           | H. P. Lovecraft          | 86° 24' S  | 73° 82' W  | 51,97                     |
| Lu Hsun             | Lu Xun                   | 0° 01' S   | 23° 76' W  | 96                        |
| Lysippus / Lysippos | Lysippos                 | 1° 03' N   | 23° 76' W  | 155                       |

## M
| Nume         | Eponim                  | Coordonate | Coordonate | Diametrul impactului (km) |
| ------------ | ----------------------- | ---------- | ---------- | ------------------------- |
| Ma Chih-Yuan | Ma Zhiyuan              | 60° 01' S  | 78° 01' W  | 197                       |
| Machaut      | Guillaume de Machaut    | 2° 05' S   | 82° 37' W  | 104                       |
| Magritte     | René Magritte           | 72° 78' S  | 121° 63' E | 149                       |
| Mahler       | Gustav Mahler           | 19° 68' S  | 18° 82' W  | 104                       |
| Mansart      | Jules Hardouin-Mansart  | 72° 72' N  | 123° 36' W | 84,97                     |
| Mansur       | Ustad Mansur            | 47° 41' N  | 163° 61' W | 95                        |
| March        | Ausiàs March            | 30° 95' N  | 176° 3' W  | 83                        |
| Mark Twain   | Mark Twain              | 10° 91' S  | 138° 28' W | 142                       |
| Martí        | José Martí              | 75° 96' S  | 168° 26' W | 69,48                     |
| Martial      | Marțial                 | 68° 47' N  | 178° 33' W | 51                        |
| Martins      | Maria Martins           | 8° S       | 304° 93' W | 12,4                      |
| Matabei      | Iwasa Matabei           | 39° 85' S  | 14° 05' W  | 24                        |
| Matisse      | Henri Matisse           | 23° 83' S  | 90° 05' W  | 189,04                    |
| Melville     | Herman Melville         | 22° 01' N  | 9° 89' W   | 146                       |
| Mena         | Juan de Mena            | 0° 17' S   | 124° 73' W | 15                        |
| Mendelssohn  | Felix Mendelssohn       | 70° 07' N  | 257° 45' W | 291                       |
| Mendes Pinto | Fernão Mendes Pinto     | 61° 65' S  | 17° 57' W  | 192                       |
| Michelangelo | Michelangelo Buonarroti | 44° 92' S  | 109° 78' W | 230                       |
| Mickiewicz   | Adam Mickiewicz         | 23° 15' N  | 103° 23' W | 103                       |
| Milton       | John Milton             | 26° 10' S  | 175° 03' W | 180                       |
| Mistral      | Gabriela Mistral        | 4° 70' N   | 54° 67' W  | 102                       |
| Mofolo       | Thomas Mofolo           | 37° 68' S  | 28° 22' W  | 103                       |
| Molière      | Molière                 | 15° 40' N  | 17° 71' W  | 139                       |
| Monet        | Claude Monet            | 44° 23' N  | 9° 77' W   | 203                       |
| Monk         | Thelonious Monk         | 66° 08' N  | 63° 81' E  | 12                        |
| Monteverdi   | Claudio Monteverdi      | 64° 49' N  | 81° 01' W  | 134                       |
| Moody        | Ronald Moody            | 13° 21' S  | 144° 85' E | 83                        |
| Mozart       | Wolfgang Amadeus Mozart | 7° 75' N   | 169° 41' E | 241                       |
| Munch        | Edvard Munch            | 40° 48' N  | 152° 82' E | 57                        |
| Munkácsy     | Mihály Munkácsy         | 21° 95' N  | 101° 14' E | 193                       |
| Murasaki     | Murasaki Shikibu        | 12° 54' S  | 30° 40' W  | 132                       |
| Mussorgskij  | Modest Musorgski        | 32° 82' N  | 97° 65' W  | 115                       |
| Myron        | Miron                   | 71° 21' N  | 84° 86' W  | 25                        |

## N
| Nume      | Eponim                   | Coordonate | Coordonate | Diametrul impactului (km) |
| --------- | ------------------------ | ---------- | ---------- | ------------------------- |
| Nabokov   | Vladimir Nabokov         | 14° 56' S  | 55° 76' E  | 166                       |
| Namatjira | Albert Namatjira         | 58° 82' N  | 33° 04' W  | 34                        |
| Nampeyo   | Nampeyo                  | 40° 33' S  | 49° 96' W  | 49                        |
| Navoi     | Mir Alicher Navoi        | 58° 82' N  | 160° 41' E | 69                        |
| Nāwahī    | Joseph Nāwahī            | 35° 88' N  | 145° 26' E | 38                        |
| Neruda    | Pablo Neruda             | 52° 66' S  | 125° 79' E | 112                       |
| Nervo     | Amado Nervo              | 42° 70' N  | 179° 89' W | 66                        |
| Neumann   | Johann Balthasar Neumann | 37° 22' S  | 34° 56' W  | 122                       |
| Nizāmī    | Nizami                   | 70° 46' N  | 166° 71' W | 77                        |
| Nureyev   | Rudolf Nuriev            | 11° 68' N  | 173° 13' W | 16                        |

## O
| Nume    | Eponim              | Coordonate | Coordonate | Diametrul impactului (km) |
| ------- | ------------------- | ---------- | ---------- | ------------------------- |
| Ōkyo    | Maruyama Ōkyo       | 70° 05' S  | 74° 66' W  | 66                        |
| Oskison | John Milton Oskison | 60° 36' N  | 125° 24' E | 122                       |
| Ovid    | Ovidiu              | 69° 77' S  | 20° 23' W  | 41                        |

## P
| Nume                | Eponim                | Coordonate | Coordonate | Diametrul impactului (km) |
| ------------------- | --------------------- | ---------- | ---------- | ------------------------- |
| Pahinui             | Gabby Pahinui         | 28° 16' S  | 213° 21' W | 54                        |
| Pasch               | Ulrika Pasch          | 46° 12' S  | 134° 75' E | 37                        |
| Petipa              | Marius Petipa         | 11° 54' N  | 21° 05' E  | 12                        |
| Petőfi              | Sándor Petőfi         | 83° 55' S  | 119° 35' E | 61                        |
| Petrarch / Petrarca | Petrarca              | 30° 52' S  | 26° 29' W  | 167                       |
| Petronius           | Petroniu              | 86° 06' N  | 40° 51' W  | 36                        |
| Phidias             | Phidias               | 8° 97' N   | 149° 73' W | 168                       |
| Philoxenus          | Philoxenus de Cythera | 8° 68' S   | 111° 75' W | 87                        |
| Picasso             | Pablo Picasso         | 3° 44' N   | 50° 24' E  | 134                       |
| Pigalle             | Jean-Baptiste Pigalle | 37° 65' S  | 9° 64' W   | 153                       |
| Plath               | Sylvia Plath          | 37° 86' N  | 38° 84' W  | 35                        |
| Po Chu-I            | Bai Juyi              | 6° 94' S   | 165° 28' W | 70                        |
| Po Ya               | Bo Ya                 | 45° 92' S  | 20° 17' W  | 101                       |
| Poe                 | Edgar Allan Poe       | 43° 76' N  | 159° 10' E | 77                        |
| Polygnotus          | Polygnotus            | 0° 13' S   | 69° 26' W  | 124                       |
| Popova              | Liubov Popova         | 34° 72' S  | 66° 73' W  | 34                        |
| Praxiteles          | Praxiteles            | 27° 11' N  | 60° 28' W  | 198                       |
| Prokofiev           | Serghei Prokofiev     | 85° 77' N  | 62° 92' E  | 112                       |
| Proust              | Marcel Proust         | 19° 56' N  | 47° 59' W  | 145                       |
| Puccini             | Giacomo Puccini       | 65° 39' S  | 45° 32' W  | 76                        |
| Purcell             | Henry Purcell         | 80° 43' N  | 152° 21' W | 87,67                     |
| Pushkin / Pușkin    | Alexandr Pușkin       | 65° 79' S  | 20° 73' W  | 232                       |

## Q
| Nume      | Eponim    | Coordonate | Coordonate | Diametrul impactului (km) |
| --------- | --------- | ---------- | ---------- | ------------------------- |
| Qi Baishi | Qi Baishi | 4° 31' S   | 164° 37' E | 15                        |
| Qiu Ying  | Qiu Ying  | 82° 67' N  | 85° 70' W  | 20                        |

## R
| Nume                      | Eponim                   | Coordonate | Coordonate | Diametrul impactului (km) |
| ------------------------- | ------------------------ | ---------- | ---------- | ------------------------- |
| Rabelais                  | François Rabelais        | 60° 53' S  | 61° 81' W  | 154                       |
| Rachmaninoff / Rahmaninov | Serghei Rahmaninov       | 27° 66' N  | 57° 37' E  | 305                       |
| Raden Saleh               | Raden Saleh              | 2° 07' N   | 158° 83' E | 23                        |
| Raditladi                 | Leetile Disang Raditladi | 27° 15' N  | 119° 06' E | 258                       |
| Rajnis                    | Janis Rainis             | 4° 36' N   | 96° 21' W  | 80                        |
| Rameau                    | Jean-Philippe Rameau     | 54° 58' S  | 37° 24' W  | 58                        |
| Raphael                   | Rafael                   | 20° 42' S  | 76° 35' W  | 342                       |
| Ravel                     | Maurice Ravel            | 12° 01' S  | 38° 19' W  | 78                        |
| Remarque                  | Erich Maria Remarque     | 84° 94' N  | 6° 46' W   | 25,9                      |
| Rembrandt                 | Rembrandt                | 32° 89' S  | 87° 87' E  | 716                       |
| Renoir                    | Auguste Renoir           | 18° 34' S  | 52° 01' W  | 220                       |
| Repin                     | Ilia Répine              | 19° 12' S  | 63° 33' W  | 95                        |
| Riemenschneider           | Tilman Riemenschneider   | 52° 75' S  | 99° 95' W  | 183                       |
| Rikyū                     | Sen no Rikyū             | 79° 91' N  | 22° 74' W  | 22,4                      |
| Rilke                     | Rainer Maria Rilke       | 44° 81' S  | 12° 57' W  | 82                        |
| Rimbaud                   | Arthur Rimbaud           | 63° 62' S  | 148° 90' W | 78                        |
| Rivera                    | Diego Rivera             | 69° 29' N  | 32° 18' E  | 40                        |
| Rizal                     | José Rizal               | 82° 48' N  | 146° 98' W | 64                        |
| Rodin                     | Auguste Rodin            | 21° 72' N  | 18° 89' W  | 230                       |
| Roerich                   | Nicolas Roerich          | 84° 39' S  | 58° 94' W  | 111,67                    |
| Rubens                    | Peter Paul Rubens        | 60° 58' N  | 77° 99' W  | 158                       |
| Rublev                    | Andrei Rubliov           | 15° 12' S  | 157° 08' W | 129                       |
| Rūdaki                    | Rudaki                   | 3° 97' S   | 51° 76' W  | 124                       |
| Rude                      | François Rude            | 33° 22' S  | 79° 29' W  | 68                        |
| Rūmī                      | Djalâl ad-Dîn Rûmî       | 24° 20' S  | 105° 30' W | 75                        |
| Rustaveli                 | Șota Rustaveli           | 52° 41' N  | 82° 74' E  | 200                       |
| Ruysch                    | Rachel Ruysch            | 10° 70' S  | 94° 12' E  | 64                        |

## S
| Nume                  | Eponim                                   | Coordonate | Coordonate | Diametrul impactului (km) |
| --------------------- | ---------------------------------------- | ---------- | ---------- | ------------------------- |
| Sadī                  | Saadi                                    | 79° 24' S  | 51° 26' W  | 66,54                     |
| Saikaku               | Ihara Saikaku                            | 71° 96' N  | 177° 97' W | 64                        |
| Sanai                 | Sanai                                    | 13° 37' S  | 6° 99' W   | 490                       |
| Sander                | August Sander                            | 42° 43' N  | 154° 56' E | 47                        |
| Sapkota               | Mahananda Sapkota                        | 86° 09' N  | 132° 79' W | 27,4                      |
| Sarmiento             | Domingo Faustino Sarmiento               | 29° 27' S  | 170° 42' E | 95                        |
| Savage                | Augusta Savage                           | 8° 59' S   | 93° 41' E  | 93                        |
| Sayat-Nova            | Sayat-Nova                               | 27° 98' S  | 122° 70' W | 146                       |
| Scarlatti             | Domenico Scarlatti, Alessandro Scarlatti | 40° 70' N  | 101° 16' W | 132                       |
| Schoenberg            | Arnold Schönberg                         | 16° 06' S  | 136° 08' W | 28                        |
| Schubert              | Franz Schubert                           | 43° 21' S  | 54° 26' W  | 190                       |
| Scopas                | Scopas                                   | 81° 26' S  | 174° 71' E | 83,16                     |
| Sei                   | Sei Shonagon                             | 64° 61' S  | 88° 59' W  | 137                       |
| Seuss                 | Dr. Seuss                                | 7° 65' N   | 33° 16' E  | 64                        |
| Shakespeare           | William Shakespeare                      | 48° 10' N  | 152° 25' W | 399                       |
| Shelley               | Percy Bysshe Shelley                     | 47° 69' S  | 128° 27' W | 171                       |
| Sher-Gil              | Amrita Sher-Gil                          | 45° 26' S  | 134° 74' E | 77                        |
| Shevchenko / Șevcenko | Taras Șevcenko                           | 53° 64' S  | 46° 02' W  | 143                       |
| Sholem Aleichem       | Șalom Aleihem                            | 50° 92' N  | 90° 48' W  | 196                       |
| Sibelius              | Jean Sibelius                            | 49° 50' S  | 145° 37' W | 94                        |
| Simonides             | Simonide                                 | 29° 13' S  | 44° 85' W  | 87                        |
| Sinan                 | Sinan                                    | 15° 46' N  | 30° 59' W  | 134                       |
| Smetana               | Bedřich Smetana                          | 48° 25' S  | 70° 17' W  | 191                       |
| Snorri                | Snorri Sturluson                         | 9° 17' S   | 83° 24' W  | 21                        |
| Sophocles             | Sofocle                                  | 6° 95' S   | 146° 04' W | 142                       |
| Sor Juana             | Sor Juana Inés de la Cruz                | 50° 51' N  | 25° 59' W  | 102                       |
| Sōseki                | Natsume Sōseki                           | 39° 31' N  | 38° 77' W  | 92                        |
| Sōtatsu               | Tawaraya Sōtatsu                         | 48° 73' S  | 18° 17' W  | 157                       |
| Sousa                 | John Philip Sousa                        | 46° 69' N  | 0° 63' E   | 138                       |
| Spitteler             | Carl Spitteler                           | 69° 18' S  | 60° 26' W  | 67                        |
| Steichen              | Edward Steichen                          | 12° 79' S  | 77° 04' E  | 196                       |
| Stevenson             | Robert Louis Stevenson                   | 2° 05' N   | 143° 88' W | 134                       |
| Stieglitz             | Alfred Stieglitz                         | 72° 54' N  | 67° 63' E  | 100                       |
| Strauss               | Familia Johann Strauss                   | 70° 42' N  | 285° 53' E | 17                        |
| Stravinski            | Igor Stravinski                          | 51° 95' N  | 78° 90' W  | 129                       |
| Strindberg            | August Strindberg                        | 53° 41' N  | 136° 67' W | 189                       |
| Sullivan              | Louis Sullivan                           | 16° 19' S  | 86° 88' W  | 153,23                    |
| Sūr Dās               | Surdas                                   | 46° 98' S  | 43° 57' W  | 131                       |
| Surikov               | Vasili Surikov                           | 36° 98' S  | 124° 90' W | 224                       |
| Sveinsdóttir          | Júlíana Sveinsdóttir                     | 2° 83' S   | 100° 32' E | 212,79                    |

## T
| Nume                  | Eponim                | Coordonate | Coordonate | Diametrul impactului (km) |
| --------------------- | --------------------- | ---------- | ---------- | ------------------------- |
| Takanobu              | Fujiwara Takanobu     | 30° 66' N  | 108° 56' W | 72                        |
| Takayoshi             | Fujiwara no Takayoshi | 37° 23' S  | 163° 82' W | 136                       |
| Tansen                | Tansen                | 4° 11' N   | 71° 67' W  | 27                        |
| Thākur                | Rabindranath Tagore   | 3° 05' S   | 64° 57' W  | 111                       |
| Theophanes            | Teofan                | 5° 02' S   | 142° 78' W | 46                        |
| Thoreau               | Henry David Thoreau   | 5° 94' N   | 132° 64' W | 72                        |
| Tintoretto            | Tintoretto            | 47° 99' S  | 22° 95' W  | 94                        |
| Titian                | Tițian                | 3° 69' S   | 42° 53' W  | 109                       |
| To Ngoc Van           | To Ngoc Van           | 52° 49' N  | 111° 70' W | 71                        |
| Tolkien               | J. R. R. Tolkien      | 88° 82' N  | 148° 92' E | 50                        |
| Tolstoj / Tolstoi     | Lev Tolstoi           | 16° 23' S  | 164° 64' W | 355                       |
| Travers               | Pamela L. Travers     | 28° 0' S   | 329° 10' W | 164                       |
| Tryggvadóttir         | Nína Tryggvadóttir    | 89° 55' N  | 171° 56' W | 31                        |
| Ts'ai Wen-chi         | Cai Wenji             | 23° 47' N  | 23° 15' W  | 124                       |
| Ts'ao Chan            | Cao Xueqin            | 13° 31' S  | 142° 35' W | 110                       |
| Tsurayuki             | Ki no Tsurayuki       | 62° 99' S  | 20° 34' W  | 83                        |
| Tung Yüan             | Dong Yuan             | 75° 02' N  | 62° 83' W  | 60,46                     |
| Turgenev / Turgheniev | Ivan Turgheniev       | 65° 68' N  | 136° 26' W | 136                       |
| Tyagaraja             | Tyagaraja             | 3° 89' N   | 148° 90' W | 97                        |

## U
| Nume      | Eponim    | Coordonate | Coordonate | Diametrul impactului (km) |
| --------- | --------- | ---------- | ---------- | ------------------------- |
| Unkei     | Unkei     | 31° 79' S  | 62° 60' W  | 121                       |
| Ustad Isa | Ustad Isa | 31° 91' S  | 166° 11' W | 138                       |

## V
| Nume            | Eponim                       | Coordonate | Coordonate | Diametrul impactului (km) |
| --------------- | ---------------------------- | ---------- | ---------- | ------------------------- |
| Vālmiki         | Valmiki                      | 23° 58' S  | 141° 41' W | 210                       |
| Van Dijck       | Antoon van Dyck              | 75° 80' N  | 166° 63' W | 101,53                    |
| Van Eyck        | Jan van Eyck                 | 43° 22' N  | 159° 43' W | 271                       |
| Van Gogh        | Vincent van Gogh             | 76° 88' S  | 138° 68' W | 99                        |
| Varma           | Ravi Varmâ                   | 80° 04' N  | 18° 97' W  | 30                        |
| Vazov           | Ivan Vazov                   | 65° 40' S  | 212° 33' W | 33                        |
| Velázquez       | Diego Velázquez              | 37° 59' N  | 55° 43' W  | 128                       |
| Verdi           | Giuseppe Verdi               | 64° 36' N  | 169° 71' W | 145                       |
| Veronese        | Paolo Veronese               | 5° 30' N   | 55° 95' W  | 45                        |
| Vieira da Silva | Maria Helena Vieira da Silva | 1° 54' N   | 123° 41' W | 274                       |
| Villa-Lobos     | Heitor Villa-Lobos           | 5° 27' N   | 6° 79' E   | 67                        |
| Vincente        | Gil Vicente                  | 56° 75' S  | 142° 96' W | 108                       |
| Vivaldi         | Antonio Vivaldi              | 13° 76' N  | 85° 92' W  | 213                       |
| Vlaminck        | Maurice de Vlaminck          | 28° 48' N  | 13° 51' W  | 82                        |
| Vonnegut        | Kurt Vonnegut                | 82° 72' N  | 249° 91' W | 26,61                     |
| Vyāsa           | Vyāsa                        | 49° 79' N  | 84° 62' W  | 297                       |

## W
| Nume          | Eponim           | Coordonate | Coordonate | Diametrul impactului (km) |
| ------------- | ---------------- | ---------- | ---------- | ------------------------- |
| Wagner        | Richard Wagner   | 68° 25' S  | 114° 78' W | 134                       |
| Wang Meng     | Wang Meng        | 8° 53' N   | 104° 12' W | 165                       |
| Warhol        | Andy Warhol      | 2° 55' S   | 6° 27' W   | 91                        |
| Waters        | Muddy Waters     | 8° 96' S   | 105° 45' W | 15                        |
| Wen Tianxiang | Wen Tianxiang    | 45° 34' S  | 191° 60' W | 166,42                    |
| Wergeland     | Henrik Wergeland | 37° 93' S  | 56° 36' W  | 42                        |
| Whitman       | Walt Whitman     | 41° 40' N  | 11° 64' W  | 64                        |
| Wren          | Christopher Wren | 24° 84' N  | 35° 95' W  | 204                       |

## X
| Nume      | Eponim    | Coordonate | Coordonate | Diametrul impactului (km) |
| --------- | --------- | ---------- | ---------- | ------------------------- |
| Xiao Zhao | Xiao Zhao | 10° 58' N  | 123° 84' E | 24                        |

## Y
| Nume       | Eponim               | Coordonate | Coordonate | Diametrul impactului (km) |
| ---------- | -------------------- | ---------- | ---------- | ------------------------- |
| Yamada     | Kōsaku Yamada        | 82° 54' N  | 136° 16' E | 17,1                      |
| Yeats      | William Butler Yeats | 9° 44' N   | 35° 03' W  | 92                        |
| Yoshikawa  | Eiji Yoshikawa       | 81° 21' N  | 106° 03' E | 30                        |
| Yun Son-Do | Yun Seondo           | 73° 49' S  | 110° 08' W | 76                        |

## Z
| Nume  | Eponim         | Coordonate | Coordonate | Diametrul impactului (km) |
| ----- | -------------- | ---------- | ---------- | ------------------------- |
| Zeami | Zeami Motokiyo | 2° 96' S   | 147° 41' W | 129                       |
| Zola  | Émile Zola     | 49° 75' N  | 178° 25' W | 70                        |